# Friedrich August Ukert
Friedrich August Ukert, né le 28 octobre 1780 à Eutin et mort le 18 mai 1851 à Gotha, est un philologue et historien allemand.

## Biographie
Il étudie à l'université de Halle, où il est l'élève de Friedrich August Wolf, puis à l'université d'Iéna où il suit les cours du germaniste Johann Heinrich Voß, de l'exégète biblique Johann Jakob Griesbach et du philologue et philosophe Christian Gottfried Schütz. Il travaille ensuite comme précepteur ; à Weimar, il a pour élèves les deux fils de Friedrich Schiller. Il s'installe en 1808 à  Gotha, où il devient bibliothécaire à la bibliothèque ducale, et plus tard bibliothécaire en chef.
En 1842, il est devenu membre étranger de l'Académie bavaroise des sciences.
Son fils, August Ukert (né à Gotha en 1811), a fait une brillante carrière de magistrat qu'il a terminée comme président d'une chambre civile de la cour suprême de l'empire allemand à Leipzig.
Un cratère de la Lune a reçu en 1935 son nom : Ukert.

## Publications
- Untersuchungen über die Geographie des Hekatäus und Damastes, Weimar, Verlag des Landes-Industrie-Comptoirs, 1814 (en ligne).
- Bemerkungen über Homer's Geographie, Weimar, Verlag des Geographischen Instituts, 1814 (en ligne).
- Geographie der Griechen und Römer von den frühesten Zeiten bis auf Ptolemäus, 3 vol., Weimar, Verlag des Geographischen Instituts, 1816–1846 (en ligne : Band 1,1 ; en ligne : Band 1,2 ; en ligne : Band 2,1) ; en ligne : Band 2,2).
- Uber Dämonen, Heroen und Genien, Leipzig, 1850 (en ligne).